# Phola Gangchen
Der Phola Gangchen (auch Molamenqing; chinesisch 摩拉门青, Pinyin Mólāménqīng) ist ein 7661 m hoher Gipfel im Himalaya-Gebirgsmassiv Jugal Himal im Süden von Tibet (Volksrepublik China).
Der Phola Gangchen gilt aufgrund seiner Schartenhöhe von nur 431 m als ein Nebengipfel des Achttausenders Shishapangma und nicht als eigenständiger Berg. Er befindet sich 2,48 km östlich vom Hauptgipfel des Shishapangma.

## Besteigungsgeschichte
Der Gipfel wurde bisher nur ein einziges Mal bestiegen – im Jahr 1981 durch eine neuseeländische Expedition (B. Farmer und R. Price).